# Tiền Chung Thư
Tiền Chung Thư (21 tháng 11 năm 1910 - 19 tháng 12 năm 1998) là một nhà văn Trung Quốc.
Ông nổi tiếng với tác phẩm châm biếm "Fortress Besieged". Những tiểu thuyết hiện thực của ông tạo dấu ấn bởi một lượng lớn những câu trích dẫn trong cả ngôn ngữ Trung Hoa và ngôn ngữ phương Tây (bao gồm cả Tiếng Anh, Tiếng Pháp, Tiếng Đức, Tiếng Ý, Tiếng Tây Ban Nha, và Tiếng Latinh). ông cũng có vai trò quan trọng trong việc số hóa các tác phẩm cổ Trung Hoa trong suốt cuộc đời ông.

## Cuộc đời
Thông tin về cuộc đời tuổi trẻ của ông được biết hầu hết thông qua Tiểu luận của vợ ông, bà Dương Quý Khương(Yang Jiang). Sinh ra tại Vô Tích, Tiền Chung Thư là con của trai của Tiền Cơ Bác (tiếng Trung giản thể: 钱基博,một nhà Khổng học theo phái thủ cựu. Theo truyền thống gia đình Chung Thư được nuôi dưỡng bởi người anh lớn nhất của cha mình, một người không lập gia đình. Tiễn ban đầu được đặt tên là Ngưỡng Tiên(仰先- nghĩa là tôn trọng người xưa), với tên tự là Triết Lương(哲良- nghĩa là trí tuệ và chính trực). Tuy nhiên, khi ông được 1 tuổi, theo một truyền thống được thực hiện tại nhiều vùng của Trung Quốc, ông được đưa tới một số món đồ vật trước mặt để ông bắt lấy. ông đã bắt lấy một cuốn sách. Vì vậy, Chú của ông đã đổi tên cho ông là Chung Thư, nghĩa là "yêu thích sách" và Ngưỡng Tiên trở thành tên trong nhà của ông. Tiễn là một đứa trẻ "to mồm". Cha của ông vì vậy đã đổi tên tự của ông thành Mặc Tồn, nghĩa là "Giữ im lặng", với hy vọng là ông sẽ nói ít lại..
Cả tên tự và tên chính thức của Tiền đều dự đoán tương lai của ông. Khi mà ông vẫn "to mồm" khi đàm đạo Văn chương với bạn bè nhưng luôn giữ "im lặng" với Chính trị và các hoạt động xã hội trong suốt cuộc đời mình. Nói đúng hơn, Tiễn thật sự yêu thích sách. Khi ông còn nhỏ, Chú của Tiễn thường dẫn ông đến phòng trà suốt cả ngày. Tiễn được bỏ lại một mình để đọc những cuốn truyện cổ tích dân gian và Lịch sử và ông sẽ kể lại nó cho các anh em họ khác khi về nhà.
Khi Tiễn 10 tuổi, chú của ông chết. ông tiếp tục được nuôi dưỡng bởi một người dì góa chồng, mặc dù đời sống rất khó khăn vì gia đình người Dì này ngày càng sa sút. Dưới việc dạy dỗ của cha, ông trở nên am tường văn học cổ Trung Hoa. Tại tuổi 14, Tiễn rời nhà để học nói tiếng Anh tại một ngôi trường ở Suzhou, nơi mà ông bộc lộ năng khiếu về ngôn ngữ.
Mặc dù thi rớt môn toán học, Tiền vẫn được chấp nhận tại Khoa Ngôn ngữ nước ngoài tại Đại học Thanh hoa vì khả năng tuyệt vời trong môn tiếng Anh và tiếng Hán. Tại Đại học Thanh Hoa, Tiền nhận được sự đánh giá cao của nhiều học giả có tên tuổi, nhưng sống rất khép kín và bị bạn bè cho là kiêu ngạo; một trong số rất ít những người bạn của ông là nhà Trung Quốc học và Thuyết So sánh mới nổi Phương Chí. Tiễn thường xuyên bỏ các tiết học, thay vào đó dành nhiều thời gian tại Thư viện trường, nơi mà ông đã tự cho là "Đọc hết tất cả". ". Trong quãng thời gian ở tại trường Đại học, ông đã hình thành cho mình một thói quen thu thập những câu văn hay và ghi chú lại những điều quan trọng trong quá trình đọc. Cũng tại đây, ông gặp người vợ tương lai của mình, Dương Quý Khương, một nhà viết kịch và dịch giả thành công trong tương lai. Họ kết hôn trong năm 1935. Theo những sự kiện trong Tiểu sử vào những năm sau này của Tiễn, 2 tác phẩm Hồi kí có sự tư vấn của vợ ông. Dương Quý Khương viết "Sự "ngớ ngẩn" của Tiền có thể không xuất hiện trong những cuốn sách, nhưng chắc chắn bộc phát hướng tới nó". Giữa năm 1930, Tiễn dạy tại Đại học Kwanghua ở Thượng Hải và là thành viên sáng lập Tạp chí tiếng Anh "The China Critic".
Vào năm 1935, Tiễn nhận được học bổng "Boxer Indemnity" để có thể đi du học. Cùng với vợ mình, Tiền chọn học tại Đại học Oxford ở Anh. Sau khi dành 2 năm tại Exeter College, Oxford, ông nhận được tấm bằng Cử nhân Văn chương. Ngay sau khi có con gái đầu lòng là Tiền Viện, được sinh tại Anh vào năm 1937, ông học thêm một năm tại Đại học của Paris ở Pháp. Trong năm 1938, ông trở lại Trung Quốc và được mời làm Giảng viên chính tại trường Đại học Tsinghua, nơi này, vì ảnh hưởng của chiến tranh, đã dời đến Côn Minh(Kunming) thuộc tỉnh Vân Nam và trở thành một phần của Đại học Southwestern United..
Do tình hình không ổn định trong suốt cuộc Chiến tranh Trung-Nhật và Nội chiến Trung Hoa, Tiễn không có bất kì một công việc chính thức nào. Tuy nhiên, trong những năm từ 1930 và 1940, ông đã viết hầu hết các tiểu thuyết tiếng Trung ở thể loại hiện thực, trong đó có tiểu thuyết "Fortress Besieged" và tuyển tập truyện ngắn "Human, Beast, Ghost" cũng như tuyển tập các Tiểu luận "Written in the Margins of Life". Sau khi Nhật bị thất trận, cuối những năm 1940, ông làm việc cho Thư viện trung tâm Quốc gia, chỉnh sửa các ấn phẩm bằng tiếng Anh, Philobiblon.

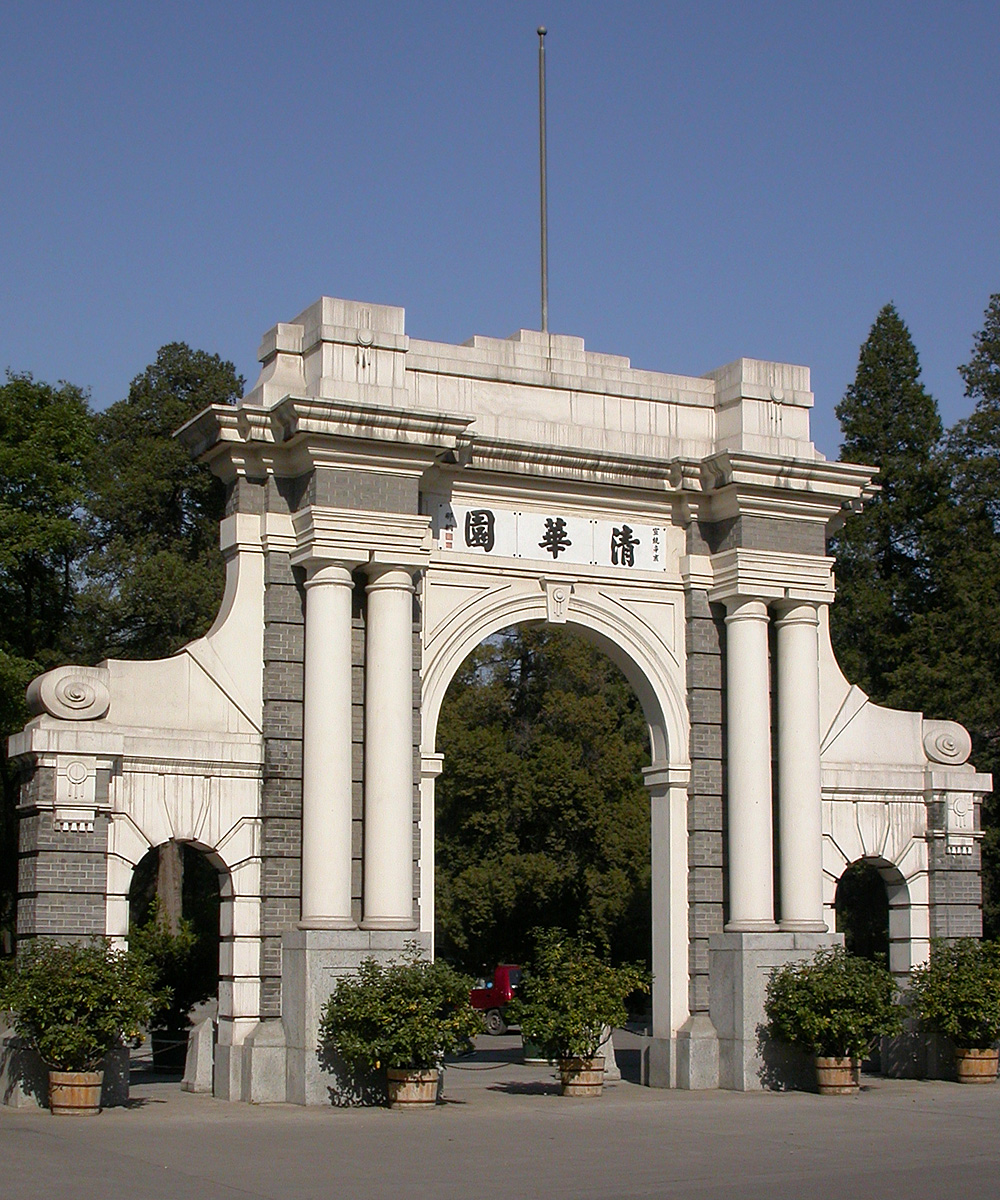
Cổng cũ của Đại học Thanh hoa, nơi Tiễn Chung Thưhọc và dạy

Trong năm 1949, Tiễn được xếp vào hạng Giảng viên cao cấp và bắt đầu những công trình mang tính Hàn lâm tại trường Đại học ông đã từng học. 4 năm sau, Một số sự điều chỉnh hành chính đã biến đổi Tsinghua thành Học viện Khoa học và kĩ thuật và xã nhập Khoa Nghệ thuật vào Đại học bắc Kinh (PKU). Tiễn không còn phải gánh trách nhiệm dạy học nặng nề nữa mà thay vào đó có thể toàn tâm toàn ý làm việc tại Học viện nghiên cứu Văn học trực thuộc Đại học Peking. ông cũng làm việc trong một nhóm nhỏ phụ trách các bản dịch các tác phẩm văn học và Thơ của Mao trạch đông.
Trong cuộc cách Mạng văn Hóa, cũng giống như nhiều trí thức nổi bật cùng thời, Tiễn chịu nhiều hành hạ về mặt thể xác lẫn tinh thần. Bị điều động làm người gác cổng, ông bị tước đoạt thời gian làm việc riêng và đọc sách. Do bị cấm tiếp xúc với sách, ông chỉ có thể đọc những cuốn sổ ghi chú của mình. ông bắt đầu lên kế hoạch để viết tác phẩm có nhan đề "Quản Chùy Biên"(Ông tự đặt tên tiếng Anh cho nó là "Limited Views") trong thời kì này. Tiễn, Vợ và con gái sống sót qua thời thời đại đầy gian khó của cuộc Cách mạng Văn hóa, nhưng con rể của ông, một giáo viên Lịch sử, bị áp bức đến nỗi phải tự sát.
Sau thời kì Cách mạng văn hóa, Tiễn quay trở về công tác nghiên cứu. Từ năm 1978 đến năm 1980, ông viếng thăm nhiều trường Đại học tại ở Ý, Hoa Kỳ và Nhật Bản, và gây ấn tượng trong các cuộc diễn thuyết của ông bằng sự uyên bác và hóm hỉnh. Trong năm 1982, ông là quyền Giám đốc của Học viện Khoa học xã hội Trung Hoa. ông bắt đầu viết "Quản Chùy Biên", được xuất bản mười năm sau đó..
Trong khi tác phẩm "Quản Chùy Biên" gầy dựng uy tín của ông trong giới học thuật thì cuốn tiểu thuyết "Fortress Besieged" tạo nên tên tuổi của ông trong tầng lớp bình dân. "Fortress Besieged" được tái bản trong năm 1980 và trở thành tác phẩm bán chạy nhất cả nước. Rất nhiều tác phẩm nhại theo và vi phạm bản quyền được xuất bản cùng lúc. Danh tiếng của Tiễn thật sự chạm đến đỉnh cao khi tác phẩm được chuyển thể thành phim dài tập vào năm 1990.
Tiền tiếp tục với công việc nghiên cứu và tránh xa xã hội. Hầu hết lúc cuối đời ông chỉ sống trong phòng đọc sách. ông cố tình lẩn tránh các phương tiện truyền thông đại chúng và các hoạt động liên quan đến chính trị. Người hâm mộ sách của ông vẫn thường xuyên viếng thăm vị Học giả ẩn dật và có một câu chuyện thú vị như sau Tiễn đã từng hỏi một Phụ nữ Anh đứng tuổi, người mà rất thích đọc tác phẩm và thường xuyên gọi điện cho ông, rằng "Có thật sự cần thiết để biết một con gà mái không nếu một người yêu quý những quả trứng của nó".
Tiền nhập viện trong năm 1994 và ở luôn tại đó. Con gái ông cũng bắt đầu suy sụp từ đó và chết vì ung thư trong năm 1997. Vào ngày 19 tháng 12 năm 1998, Tiễn mất tại Bắc kinh.

## Tác phẩm
Tiễn sống tại Thượng hải từ năm 1941 đến năm 1945, sau này bị chiếm giữ bởi quân đội Nhật Bản. Nhiều tác phẩm của ông được viết và xuất bản trong suốt thời kì hỗn loạn này. Một bộ sưu tập những Tiểu luận ngắn, "Written in the Margins of Life"(Tiếng Trung giản thể là: 写在人生边上) được xuất bản vào năm 1941. Tác phẩm "Human, Beast, Ghost"(Tiếng Trung giản thể: 人‧兽‧鬼), một bộ sưu tập những mẫu truyện ngắn, hầu hết là mang tính châm biếm, được xuất bản vào năm 1946. Tác phẩm được chào đón nhất của ông "Fortress Besieged" xuất bản năm 1947. Tác phẩm "On the Art of Poetry"(Tiếng Trung giản thể: 谈艺录), được viết bằng chữ Hán cổ, xuất bản năm 1948.
Bên cạnh việc diễn giải các tác phẩm chọn lọc của Mao Trạch Đông bằng tiếng Anh, Tiễn được giao nhiệm vụ biên tập tuyển tập các bài Thơ của Triều đại nhà Tống khi ông làm việc tại Viện nghiên cứu Văn học. "Tác phẩm chọn lọc và chú thích các tác phẩm Thơ của triều đại nhà Tống"(Tiếng Trung giản thể: 宋诗选注) được xuất bản vào năm 1958. Mặc dù Tiễn có trích dẫn nhiều câu nói của Chủ tịch và rất nhiều bài Thơ được chọn phản ánh mâu thuẫn giữa các giai cấp trong xã hội,tác phẩm bị đánh giá là chưa đủ tinh thần của chủ nghĩa Mác. Tuy nhiên, tác phẩm đã đạt được sự đánh giá cao từ các nước khác, đặc biệt là ở phần giới thiệu và chú thích. Trong phần lời nói đầu của một tuyển tập được viết trong năm 1988, Tiễn nói rằng tác phẩm là một sự thỏa hiệp đáng hổ thẹn giữa lòng yêu thích cá nhân của ông và sự tôn sung học thuật lúc bấy giờ.
Tác phẩm "Seven Pieces Patched Together"(Tiếng Trung giản thể: 七缀集), một bộ sưu tập bảy bài phê bình được viết(và chỉnh sửa) trong nhiều năm bằng tiếng Trung bản xứ xuất bản trong năm 1984. Bộ sưu tập cũng có bài Tiểu luận nổi tiếng "Lin Shu's Translation"(Tiếng Trung giản thể: 林纾的翻译).
Tác phẩm "magnum opus" của Tiễn là tập hợp 5 tập Guan Zhui Bian, còn có tên gọi khác là Pipe-Awl Collection, được dịc sang tiếng Anh như tác phẩm "Limited Views". Bắt đầu từ năm 1980 và xuất bản cùng một hình thức từ giữa những năm 1990 đến nay, nó là một bộ sưu tập rộng các chú thích và bài Tiểu luận nhỏ về Thơ ca, ký hiệu học, Văn học sử và các Chủ đề khác liên quan được viết bằng tiếng Trung cổ.
Những bình luận về truyền thống Văn hóa cổ và hiện đại Trung Quốc, Hy Lạp cổ đại(Trong tác phẩm dịch), Latin, English, German, French, Italian, và Spanish cho phép ông xây dựng một tòa thành cao lớn về những lời ám chỉ đa ngôn ngữ và liên Văn hóa. ông sử dụng những tác phẩm Tiếng Hán cổ đại để tạo ra tác phẩm này, bao gồm I-Ching, Classic of Poetry, Chuci, Zuozhuan, Shiji, Tao Te Ching, Liezi, Jiaoshi Yilin, Taiping Guangji và the Complete Prose of the Pre-Tang Dynasties(Tiếng Trung giản thể: 全上古三代秦汉三国六朝文)..
Rất thông hiểu về Lịch sử tư tưởng Phương Tây, Tiễn chiếu một tia sáng mới cho nền Văn học Trung Quốc cổ đại bằng cách so sánh nó với các tác phẩm phương Tây, chỉ ra sự tương đồng của Đông và Tây, hay cụ thể hơn những điểm thật sự quan trọng trong sự tương đồng và khác biệt.
Một công trình to lớn trong việc nghiên cứu, chứng tỏ sự uyên bác và nỗ lực phi thường của tác giả để giúp cho nền học thuật xưa và này, Trung Quốc và Phương Tây, cùng nhau phát triển. Tiền Chung Thư là một trong những tác giả Trung Hoa được biết đến nhiều nhất tại các nước Phương Tây. "Fortress Besieged" đã được dịch sang tiếng Anh, Pháp, Đức, Nga, Nhật và Tây Ban Nha.
Bên cạnh việc là bậc thầy của văn học bằng tiếng bản ngữ ở thế kỉ 20 Tiền cũng là một trong những tác giả cuối cùng có những tác phẩm viết bằng tiếng Hán cổ đại. Một vài người cho rằng khi Tiễn lựa chọn viết chữ Hán cổ cho tác phẩm "Guan Zhui Bian", ông đang thách thức tuyên bố cho rằng Văn học cổ Trung Quốc là không phù hợp với tư tưởng hiện đại và Phương Tây. Tuyên bố này xuất phát từ phong trào Ngũ Tứ.

## Những xuất bản sau khi chết
Tái bản 13 quyển "Các tác phẩm của Tiền Chung Thư"(Tiếng Trung giản thể: 钱锺书集/钱钟书集) được xuất bản trong năm 2001 bởi Joint Publishing, một tái bản sang trọng bìa cứng, đối lập hoàn toàn với các tác phẩm của Tiền được xuất bản khi ông còn sống, chỉ in trên giấy thường. Các nhà xuất bản tuyên bố rằng các tác phẩm này đã được đọc lại và chỉnh sửa bởi các chuyên gia. Một trong những phần giá trị nhất của tác phẩm, nhan đề "Marginalias on the Marginalias of Life"(Tiếng Trung giản thể: 写在人生边上的边上), là một bộ sưu tập các tác phẩm rải rác trên các tạp chí và các cuốn sách khác. Tuy nhiên, các bài viết này được sắp xếp lộn xộn, không theo tuần tự thời gian.
Những xuất bản khác sau khi chết của Tiền đã tạo nên sự chỉ trích gay gắt. Bộ 10 cuốn "Supplements to and Revisions of Songshi Jishi"(Tiếng Trung giản thể: 宋诗纪事补正), xuất bản vào năm 2003, bị chỉ trích là một ấn phẩm cẩu thả. Các nhà biên tập và xuất bản bị lên án vì bỏ sót những lỗi in ấn hoàn toàn có thể thấy được. Một tái bản khác bởi chính bút tích của tác giả được xuất bản vào năm 2005 từ một nhà xuất bản khác. Một tái bản một phần những ghi chú của Tiền được xuất bản năm 2004 cũng vấp phải những chỉ trích tương tự về khâu in ấn, xuất bản. Trong năm 2005, Các tác phẩm bằng tiếng Anh của Tiễn được xuất bản. Một lần nữa, nó lại bị công kích vì sự thiếu chuyên nghiệp của các nhà xuất bản.
Nhà xuất bản Commercial Press, với sự cho phép của vợ ông, bắt đầu cho xuất bản những bức ảnh về các ghi chú khi đọc của Tiễn. Tác phẩm dự kiến sẽ có nhiều tập bằng cả tiếng Trung và tiếng nước ngoài.